# Runeninscriptie van Bergakker

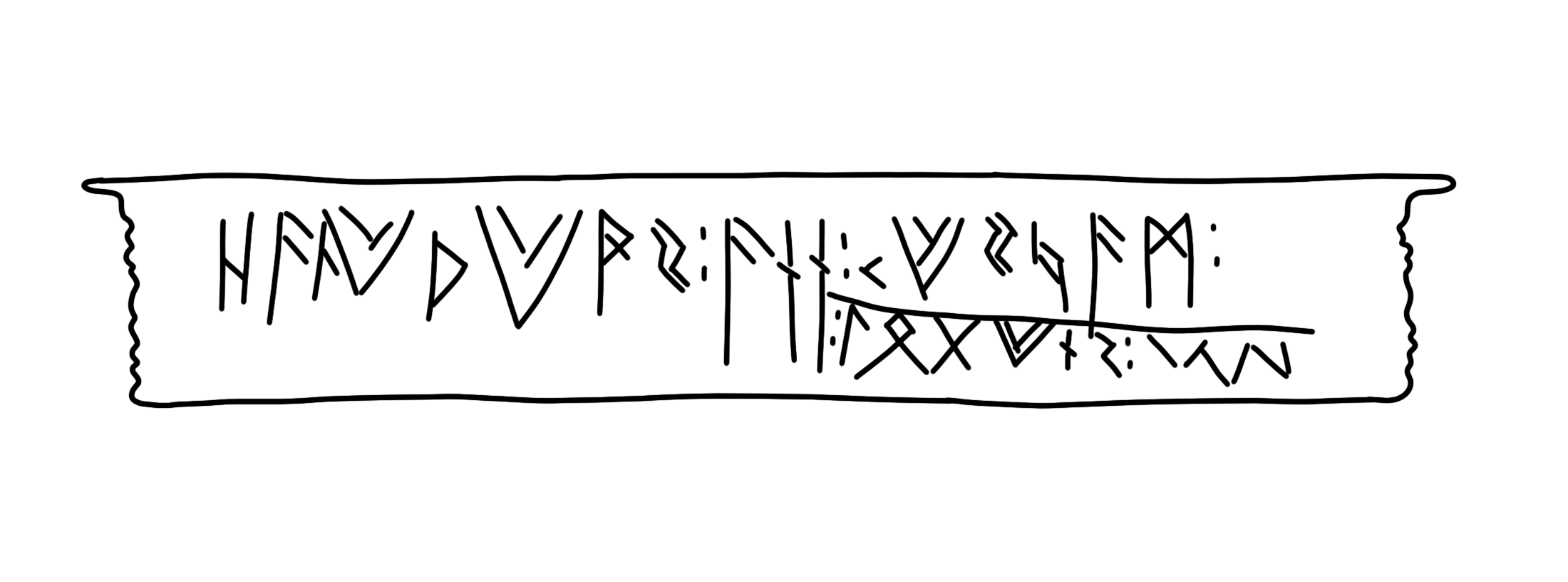
De inscriptie

De runeninscriptie van Bergakker is een inscriptie van runentekens op een beslagstuk van verguld zilver dat ooit om de opening van een zwaardschede was bevestigd. Het voorwerp werd in 1996 op een akker in de buurtschap Bergakker in de Nederlandse gemeente Tiel gevonden.
De inscriptie heeft tot veel discussie onder taalkundigen geleid. Er wordt aangenomen dat de inscriptie van ongeveer 425-450 dateert en Frankisch is. Uit deze tijd zijn van de Franken in wat nu Nederland is zeer weinig sporen teruggevonden. De vondst bevestigt niet alleen de aanwezigheid van de Salische Franken in het gebied van de Rijndelta, dat toenmalig bekend stond als het Insula Batavorum (eiland van de Bataven), maar ook dat de Franken van runen gebruik maakten. Van hun Friese buren was dat al langer duidelijk. De runen op de schede behoren, op een rune na, tot het oude futhark.

## Betekenis
De runen worden geïnterpreteerd als haþuþȳwas ann kusjam logūns, met als betekenis  "(van) Haþuþȳw
Ik(hij?) gun(t) een vlam (zwaard) aan de uitverkorenen". De interpretatie van de betekenis van een aantal tekens blijft echter onzeker. Een andere interpretatie van de runen komt tot de vertaling: "(van) Haleþwas, (hij) geeft zwaardvechters zwaarden" en geeft aan Haleþwas de mogelijke vertaling (misschien goddelijke) "speerkrijger".
Gedacht wordt dat de vorm van de woorden al kenmerken vertoont van het latere Oudnederfrankisch, waarvan de westelijke tak ook wel Oudnederlands genoemd wordt. Indien deze interpretatie juist is, kan de inscriptie gezien worden als de oudste zin in het Nederlands.